# Praça dos Artesãos Calabreses
Praça dos Artesãos Calabreses é uma praça localizada na cidade de São Paulo. 

## Arcos
Os Arcos dos Calabreses são 29 grandes arcos que foram construídos entre os anos de 1885 e 1887 por artesãos imigrados da Calábria, com tijolos por eles mesmos fabricados. Em 1987, o então prefeito da cidade de São Paulo, Jânio Quadros, removeu algumas construções que obstruíam a visualização dos arcos, dando-lhes assim a alcunha de Arcos do Jânio.